# Amicale Football Club
Maillots
L'Amicale Football Club est un club de football évoluant dans le championnat du Vanuatu.

## Palmarès
- Ligue des champions de l'OFC
  - Finaliste : 2011, 2014

- Ligue de football de Port-Vila (6)
  - Champion : 2010, 2011, 2012, 2013, 2014, 2015.